# Siegfried Dockner
Siegfried Dockner (ur. 22 lipca 1956 w Frojach-Katsch) – austriacki biathlonista. W Pucharze Świata zadebiutował 2 marca 1978 roku w Hochfilzen, gdzie zajął 44. miejsce w biegu indywidualnym. Pierwsze punkty wywalczył 16 lutego 1980 roku w Lake Placid, zajmując 17. miejsce w tej samej konkurencji. Nigdy nie stanął na podium zawodów pucharowych. W klasyfikacji generalnej sezonu 1983/1984 zajął 28. miejsce. W 1978 roku wystartował na mistrzostwach świata w Hochfilzen, gdzie zajął 44. miejsce w biegu indywidualnym, 52. w sprincie i piąte miejsce w sztafecie. Był też między innymi siódmy w sztafecie podczas mistrzostw świata w Anterselvie w 1983 roku i ósmy w biegu indywidualnym podczas mistrzostw świata w Ruhpolding dwa lata później. Brał też udział w igrzyskach olimpijskich w Lake Placid w 1980 roku, gdzie zajął 17. miejsce w biegu indywidualnym.

## Osiągnięcia

### Igrzyska olimpijskie
| Rok  | Miejscowość | Konkurencje | Konkurencje | Konkurencje | Konkurencje | Konkurencje | Konkurencje | Konkurencje |
| Rok  | Miejscowość | IN          | SP          | PU          | MS          | RL          | MR          | SR          |
| ---- | ----------- | ----------- | ----------- | ----------- | ----------- | ----------- | ----------- | ----------- |
| 1980 | Lake Placid | 17.         | –           | nd.         | nd.         | –           | nd.         | –           |

### Mistrzostwa świata
| Rok  | Miejscowość | Konkurencje | Konkurencje | Konkurencje | Konkurencje | Konkurencje | Konkurencje | Konkurencje |
| Rok  | Miejscowość | IN          | SP          | PU          | MS          | RL          | MR          | SR          |
| ---- | ----------- | ----------- | ----------- | ----------- | ----------- | ----------- | ----------- | ----------- |
| 1978 | Hochfilzen  | 44.         | 52.         | nd.         | nd.         | 5.          | nd.         | –           |
| 1979 | Ruhpolding  | 42.         | –           | nd.         | nd.         | –           | nd.         | –           |
| 1981 | Lahti       | 27.         | 44.         | nd.         | nd.         | 10.         | nd.         | –           |
| 1982 | Mińsk       | 28.         | 46.         | nd.         | nd.         | 9.          | nd.         | –           |
| 1983 | Anterselva  | 39.         | 41.         | nd.         | nd.         | 7.          | nd.         | –           |
| 1985 | Ruhpolding  | 8.          | 23.         | nd.         | nd.         | 10.         | nd.         | –           |
| 1986 | Oslo        | 46.         | –           | nd.         | nd.         | –           | nd.         | –           |

### Puchar Świata

#### Miejsca w klasyfikacji generalnej
| Sezon     | Miejsce |
| --------- | ------- |
| 1977/1978 | -       |
| 1978/1979 | -       |
| 1979/1980 | ?       |
| 1980/1981 | -       |
| 1981/1982 | ?       |
| 1982/1983 | -       |
| 1983/1984 | 28.     |
| 1984/1985 | 36.     |
| 1985/1986 | -       |

#### Miejsca na podium chronologicznie
Dockner nigdy nie stanął na podium zawodów PŚ.